# Patricia Nieto Nieto
Gloria Patricia Nieto Nieto (* 8. September 1968 in Sonsón, einer Kleinstadt im kolumbianischen Department Antioquia) ist Professorin für Kommunikation und Journalistik an der Universidad de Antioquia in Medellín. Als Journalistin publiziert sie Texte, die dem hybriden Genre der journalistischen Chroniken zugeordnet werden können. Sie gehört zur Gruppe der Chronisten, die sich in der von Gabriel García Márquez ins Leben gerufenen Stiftung Fundación Nuevo Periodismo Iberoamericano zusammengeschlossen haben. Ihren Doktortitel hat sie im Jahr 2013 an der  Universidad Nacional de La Plata, Argentinien, mit einer Arbeit über autobiographische Erzählungen aus dem bewaffneten Konflikt in Kolumbien, anhand von Beispielen aus der jüngeren Geschichte Medellíns, erhalten. Ihren Magister in Politikwissenschaften erlangte sie 1998 an der Universidad de Antioquia.
Seit 2006 hat sie zahlreiche Schreibwerkstätten mit Opfern des bewaffneten Konflikts, der Kolumbien seit 50 Jahren prägt, durchgeführt. Die Möglichkeiten, die Erfahrungen der Opfer dieser Gewalt erzählerisch darzustellen und erfahrbar zu machen, haben sich zum zentralen Thema ihrer Arbeit entwickelt. Die Ergebnisse dieser Workshops hat sie in mehreren Büchern zusammengestellt und herausgegeben. Über die Erzählstrategien, die diesen Geschichten zu Grunde liegen können, hat sie gemeinsam mit Natalia Franco und Omar Rincón  in einer von der Friedrich-Ebert-Stiftung finanzierten Studie geschrieben. Ihr jüngstes Buch „Los escogidos“ („Die Auserwählten“) basiert ebenfalls auf einer journalistischen Recherche, wie die Gewalt seit Jahrzehnten den Alltag vieler Kolumbianer prägt. Das Buch erzählt, wie die Bewohner von Puerto Berrío, einer wichtigen Hafenstadt am Río Magdalena, der wirtschaftlichen Lebensader Kolumbiens, die herangeschwemmten Leichen aufnehmen, beerdigen und sie als Teil ihrer eigenen Familie aufnehmen.
Zahlreiche ihrer Chroniken sind in renommierten kolumbianischen Zeitschriften erschienen. Sie arbeitet außerdem als Dokumentarfilmerin. Sie zeichnet beispielsweise als Drehbuchautorin einer für die Aufarbeitung des internen Konflikts wichtigen Dokumentation, „No hubo tiempo para la tristeza“ (Es gab keine Zeit traurig zu sein), verantwortlich. Dieser Film entstand im Auftrag des kolumbianischen Zentrums für historische Erinnerung.  Von ihr stammen auch die Liedtexte des Soundtracks für diesen Film.

## Schriftstellerische Arbeiten
- Los escogidos (Die Auserwählten), 2012.
- Relatos de una cierta mirada (Erzählungen eines gewissen Blicks). Gemeinsam mit Natalia Botero, 2011.
- Donde pisé aún crece la hierba (Wo ich hintrat, wächst noch immer Gras), von ihr zusammengestellt und herausgegeben, 2010.
- Inventario vegetal (Pflanzeninventar). Gemeinsam mit Belisario Betancur Cuartas, 2009.
- Llanto en el Paraíso. Crónicas de la guerra en Colombia (Tränen im Paradies. Chroniken aus dem Krieg in Kolumbien), 2008.
- El Cielo no me abandona (Der Himmel verlässt mich nicht), von ihr zusammengestellt und herausgegeben, 2007.
- Jamás olvidaré tu nombre (Niemals werde ich deinen Namen vergessen), von ihr zusammengestellt und herausgegeben, 2006.
- El sudor de tu frente: Historias de trabajadores (Im Schweisse deines Angesichts. Arbeitergeschichten). Gemeinsam mit Juan Fernando Ospina, 1998.

Bisher ist keines ihrer Werke in die deutsche Sprache übersetzt worden.

## Auszeichnungen
- Auszeichnung für das beste journalistische Buch 2012. Círculo de Periodistas de Bogotá, 2012.
- Premio Nacional de Cultura. Crónica. Universidad de Antioquia. 2008.
- Premio Nacional de Periodismo Simón Bolívar. 1996.
- Premio Latinoamericano José Martí. 1994.